# DJ SAO
DJ SAO（ディージェイ・サオ）は日本のDJである。岩手県出身、サンパウロ在住。洋楽やJ-POPアーティストの楽曲のリミックス作品を多く発表している。

## 来歴
両親が音楽一家だったことから、子供の頃から洋楽を中心に音楽が溢れた環境で育つ。
2008年に英語・ポルトガル語を勉強する軽い気持ちで、単身ブラジルに渡伯。
語学学校に通いながら、ラウンジでDJのアルバイトという小さな仕事からDJ活動を開始。
2014年頃から、ポルトガル語を流暢に話す日本人DJとして現地でブレイク。逆輸入のかたちで、日本でのDJ活動を開始した。